# Species IV - Il risveglio
Species IV - Il risveglio (Species IV – The Awakening)  è un film del 2007 diretto da Nick Lyon. È il seguito di Species III ed è il quarto film della serie fanta-horror iniziata nel 1995 con Specie mortale. Questo film è l'unico della serie dove non è presente Natasha Henstridge.

## Trama
Miranda Hollander è una donna bella e intelligente nonché una professoressa universitaria, che vive con suo "zio", Tom Hollander, il quale lavora in un museo. Miranda crede che lei abbia vissuto con suo zio da quando i suoi genitori sono stati uccisi in un incidente quando lei era ancora una bambina. Una sera Miranda va in stato di incoscienza e la mattina seguente viene trovata nuda da un passante. Viene portata in un ospedale. Tom viene informato dalla polizia. Ma, quando Miranda si trova in ospedale, si trasforma in una creatura mostruosa che uccide alcune persone. Quando Tom finalmente arriva in ospedale trova corpi squartati ovunque. Tom individua Miranda, le inietta dell'ormone umano e, con lei in auto, comincia a guidare verso il Messico.
Lungo la strada Miranda si sveglia e Tom le confida che lei è malata: Miranda chiede dunque la causa della sua malattia. Tom le confessa che lei è il risultato di un esperimento suo e di un suo collega, Forbes McGuire, i quali hanno combinato frammenti di DNA provenienti da altri pianeti (e quindi di alieni) col DNA umano. Miranda è in grado di leggere i libri semplicemente toccandoli, senza nemmeno bisogno di aprirli. Tom le rivela che fin dall'infanzia le iniettava ormoni umani per sopprimere il suo DNA alieno. I suoi genitori non sono mai esistiti, era solo una finzione creata da Tom per aiutarla a costruirsi una vita normale. Le spiega che Forbes e lui si sono separati a causa di divergenze di opinione sulla loro creazione.
Quando arrivano in Messico Miranda riposa in una stanza di motel, mentre Tom passa la giornata alla ricerca di Forbes. Dopo alcuni scontri con alcuni mezzi alieni (una suora ed un taxista), Tom e Miranda individuano la sede di Forbes. Dopo averlo incontrato Tom scopre che la suora e il tassista non erano altro che complici di Forbes, mezzi alieni da lui creati per eliminare chiunque volesse rintracciarlo. Infatti Forbes ora vive con il suo recente esperimento, denominato Azura, un altro ibrido di DNA umano e alieno, che usa anche come sua amante (la suora che cercò di uccidere Tom). Egli sostiene il suo esperimento con la creazione di ibridi terrestri/alieni, facsimili di animali e parenti morti, vendendoli ai padroni e ai familiari. Forbes controlla le condizioni di Miranda e scopre che Miranda ha raggiunto la fine del suo ciclo vitale e che morirà in pochi giorni. L'unico modo per permetterle di continuare a vivere è l'iniezione di DNA umano, che significa sacrificare una persona per ottenerlo. Miranda però non vuole permettere che questo accada.
Poi Miranda perde conoscenza di nuovo. Tom va alla ricerca di un donatore e viene aggredito da una donna in un locale. Azura interviene facendo perdere i sensi alla donna, e insieme la portano al laboratorio di Forbes, dove riescono a prolungare la vita di Miranda. Purtroppo, Miranda diventa instabile e dominata dal lato alieno, e ora seduce gli uomini, uccidendoli rapidamente. Tom va alla sua ricerca, ma Azura lo segue in una chiesa, cerca di ucciderlo, ma Tom riesce a metterla fuori combattimento. Forbes riesce a trovare Miranda per farle un'iniezione, ma viene sedotto e ucciso prima che possa fargliela.
Il culmine è nella casa di Forbes, quando Miranda è stanca e ha paura di essere incinta. Tom viene attaccato nuovamente da Azura ma Miranda, in forma aliena, interviene e insieme riescono ad ucciderla. Tuttavia Miranda è ferita, e dopo essere tornata alla forma umana lo ringrazia per averla fatta vivere, per poi morire. Tom decide di distruggere il laboratorio, dando fuoco a tutto. La casa esplode, e Tom se ne va.